# نظرية شكل السلع
هي نظرية الفقه المتقدمه من قبل المنظر القانوني السوفياتي ايفيني باشوكاني "Eveny pashukani . تجادل النظرية بأن الشكل القانوني يعمل بالتوازي مع الشكل السلعي في ظل المجتمع الرأسمالي. جميع القوانين تعنى بعملية تبادل السلع بين الأشخاص الذين يعملون "كأوصياء" من السلع الأساسية ويتم إنشاؤها بموجب القانون من أجل تمكين شكل إنتاج السلع الأساسية في المجتمع من العمل ويمكن تفسير النظرية على أنها تستند إلى اساسين، منطقي وتاريخي

## الفرضية المنطقية
يعتبر باشوكانيس أن كل علاقة قانونية هي علاقة بين الأشخاص القانونيين. يبدأ باشوكانيس تحليله المفاهيمي للقانون بمفهوم الوكيل القانوني، الذي يسميه "الشخص القانوني".
الملكية، كما يذكر باشوكانيس، هي أساس الشكل القانوني، لكن فقط الملكية الرأسمالية التي يمكن تداولها في السوق. والشخص في القانون هو تجسيد لحرية الملكية، أي حرية التصرف في الملكية، وبالتالي فإن مفتاح فهم القانون يكمن في التناقض بين السلع والأشخاص القانونيين.
السلع، وفقاً لكارل ماركس، تتبادل بعضها البعض كقيم، على أساس الكميات المكافئة من وقت العمل المتجسد في السلع الأساسية التي تتنقل بين المشترين والبائعين، مما يشير إلى وجود علاقات اجتماعية بين الأشياء وعلاقات مادية بين الأشخاص..
العقد، منطقياً، هو الفرضية القانونية المركزية التي تستند إليها جميع الجوانب القانونية الأخرى، وهو أيضاً أعلى شكل من أشكال التعبير عن ملكية السلع. وذلك لأن علاقات العقد هي الأساسية بالنسبة لمجتمع إنتاج السلع، حيث أن العقد هو التعبير القانوني الضروري لقدرة مالكي السلع على التصرف فيها في السوق. وبالنسبة لباشوكانيين، من هذا المنطلق تنبثق جميع أشكال العلاقات القانونية الأخرى في النظام الرأسمالي.

## الفرضية التاريخية
ويسبق شكل تبادل السلع تاريخيا النظام القانوني الذي ينشق منه . ولكن الأمر لا يقتصر على أن شكل
السلعة ينتج الشكل القانوني، هو أن نموذج السلع موجود قبل الشكل القانوني وأنه فقط مع التطوير الكامل لنموذج
السلع هناك إمكانية وجود شكل قانوني تجريدي مطور بالكامل ع الأطلاق .

## الشهوة الجنسية
ترتبط نظرية شكل السلعة بنظرية ماركس حول السلعة كشكل مرن، حيث أن المساواة الشكلية التي يفترضها نموذج السلعة هي مجرد مساواة ظاهرية. الشكل القانوني يتعلق بالاختلافات البشرية الأساسية، تمامًا كما يغفل نموذج السلعة عن الفروق الجوهرية في قيمة الاستخدام. في النهاية، الشكل القانوني، مثل شكل السلعة، يوجد بشكل مستقل عن إرادة الأفراد، كمعادل سياسي عالمي يمتلك حياته الخاصة.